# Oreopanax confusus
Oreopanax confusus är en araliaväxtart som beskrevs av Élie Marchal. Oreopanax confusus ingår i släktet Oreopanax och familjen Araliaceae. Inga underarter finns listade.